# Initiative for Open Citations
A Initiative for Open Citations é um projeto lançado publicamente em Abril de 2017, que descreve a si mesmo como:
uma colaboração  entre editoras acadêmicas, pesquisadores e outras partes interessadas  em promover a disponibilidade irrestrita de dados de citações  acadêmicas.
Destina-se a facilitar a melhoria de análises de citações.